# Cyklistická lávka přes Ocelářskou ulici
Cyklistická lávka přes Ocelářskou ulici v Praze-Vysočanech byla postavena jako součást nového úseku cyklostezky Rokytka (na cyklotrase A26), který byl otevřen v květnu 2010. Propojuje stávající pozemní cyklostezku přicházející podél Rokytky (dřívější cyklotrasa KO-FR, Kolčavka-Freyova) s novějším úsekem, který byl vybudován na tělese zrušené železniční vlečky závodů ČKD. Zajišťuje mimoúrovňové křížení cyklostezky s Ocelářskou ulicí, kde jezdí převážně autobusy MHD, a umožňuje překonat převýšení 5,50 metrů k předpolí mostu bývalé železniční vlečky přes ulici Freyovu.

## Popis
Ochranná pásma inženýrských sítí prakticky znemožnila umístění pilířů mostu. Ocelová konstrukce zavěšená na středovém excentrickém pilíři má dvě pole, každé o rozpětí 52 metrů, která plynulým půdorysným i výškovým obloukem propojují prostor u Rokytky s předpolím mostu přes Freyovu ulici, v každém poli jsou dva závěsy z centrálního pylonu. Po náspu a lávce je překonáno převýšení 7,60 metru.
Podle názoru některých odborníků na cyklistickou dopravu by jiná řešení byla problémová z hlediska sklonových a směrových poměrů. Podle jiných odborníků je z hlediska nákladů na stavbu potřebnost drahé lávky přes nepříliš frekventovanou Ocelářskou ulici diskutabilní.
V příčném řezu je hlavním nosným prvkem ocelová trubka o průměru 1,22 metrů, s vykonzolovanými příčníky a ocelovou ortotropní mostovkou. Ocelový pylon je vysoký 28 metrů nad úrovní mostovky. Šířka mostovky je 6,1 metrů s jednostranným příčným sklonem a s odvodněním do přilehlého terénu.
Různé zdroje udávají rozdílné délky lávky: 212 metrů, přes 200 metrů nebo 150 metrů.

## Náklady
Původní rozpočet na lávku byl uváděn ve výši 40 milionů Most byl nejdražší nákladovou položkou celé cyklostezky Rokytka a zejména kvůli němu byl nový úsek cyklostezky označován za nejdražší cyklostezku v Evropě, protože stál přibližně trojnásobek běžného ročního rozpočtu města na cyklistickou infrastrukturu.

## Úprava jižního předpolí
Mezi oběma mosty procházela stezka původně dvacetimetrový úsek po soukromém pozemku provizorně po šotolinové komunikaci a dočasnou směrovou šikanou. Požadavky vlastníka pozemku podmínily zásadním způsobem vedení cyklostezky v daném úseku a umístění jižní opěry mostu. Moravská ocelářská a. s. zde poté během dvouleté uzávěrky lávky přes Ocelářskou ulici postavila vícepodlažní komplex Rezidence Eliška, jehož součástí je i úsek cyklostezky propojující oba mosty.